# Samoilă Stoica
Samoilă Stoica (n. 14 iunie 1939, Telega, județul Prahova, România – d. 26 decembrie 2018, București, România) a fost general de armată român, inventator, inginer militar , cercetător științific principal. Samoilă Stoica a fost fondatorul sistemului antigrindină și creșterea precipitațiilor în România pentru protejarea și dezvoltarea agriculturii. 
S-a stins din viață la vârsta de 79 de ani lucrând până în ultimele clipe ale vieții pentru dorința de a vedea întreg teritoriul României protejat de sistemul antigrindină și modificarea vremii.
A fost înmormântat cu onoruri militare în Telega, satul său natal.

### Studii:
- Școala Militară de Artilerie AA. ;
-Academia Militară – Facultatea Radioelectronică ;
-Cursuri în specialitate militară , rachete și artilerie antiaeriană în țară și străinatate.
Profesie: inginer militar.
Titluri științifice deținute : Cercetător Științific Principal gradul III si II.

### Lucrări științifice:
1. Elemente de Automatică în Tehnică Militară  - Editura MApN;
2. Articole științifice în Buletinul Tehnicii – Militară;
3. Comunicări științifice simpozioane  interne și internaționale;

### Invenții:
- Sistem de reglare automată de mare viteza;
- Focos optoelectronic pentru rachete antiaeriene ;
- Sistem antigrindină optimizat;
- Rachetă antigrindină cu control electronic;
- Echipament de măsurare de mare precizie și viteză de raspuns pentru controlul dirijării rachetei antitanc.

### Acte normative si reglementari procedurale:
- Elaborare propunere pentru Legea nr.173/2008 privind intervențiile active în atmosferă  (2005);
- .Elaborare  OUG  privind conversia industriei de apărare (1999);
-  Proiect HG. privind  ROF., structura ASNACP si Normele de aplicare a Legii nr. 173/2008 (2009);
-  Proiect HG. privind Programul de Realizare a Sistemului National Antigrindină și de Creștere a Precipitațiilor 2010 – 2024 (2010) ;
-  Proiecte HG. privind etapele anuale de dezvoltare a SNACP (1999 - 2011)
Propuneri  de acte normative și strategii de dezvoltare (2012 - 2016)
- Documente de constituire a Proiectantului General al SNACP (2013 – 2015 )
- Proiectul Planului de Cercetare – Dezvoltare 2016 – 2024 pentru implementarea Programului de realizare a SNACP 2010 – 2024 ;
- Norme Metodologice de aplicare a Legii nr. 173/2008 pentru toate activitățile prevăzute de Legea nr. 173/2008.

### Activitatea în domeniul cercetării științifice și dezvoltării tehnologice:
•Inginer proiectant în domeniul rachete și artilerie 1969 – 1979 ICSUTEM – București;
•Cercetător științific principal III
 - Șef proiect 1972 – 1976 ICSITEM – București
•Cercetător științific principal III si II
- Șef proiect complex 1977 – 1981 INCAS – Henry Coandă;
•Cercetător știintific  principal
- Șef proiect complex 1981 – 1982  UM 02481 – Ploiești ;
• Coordonator Program rachete 1982 – 1985 MApN – Departamentul  Înzestrare al Armatei;

### •Coordonator  Programe:
- Rachete
- Electronică
- Noi tehnologii  1985 – 1990 CNȘT
•Coordonator Programe rachete 1990 – 1991 MApN Departamentul Inzestrare al Armatei;
•Consilier industria de apărare
- Programe de cercetare, Ministerul industriilor 1991 – 1996
•Consilier probleme speciale
- Electronică
- Rachete 1997 – 2000 Guvernul României

### •Director Programe:
- Programul Antigrindină
- Program SIMIN 2001 – 2002 Administratia Nationala de Meteorologie
• Coordonator Programe  Antigrindina  2001 – 2010 MADR;
• Inginer, consilier 2010 - 2018
- Departamentul Antigrindina  - SC. General Conf Grup Bucuresti.